# Gustav Adolfs landskommun, Värmland
Gustav Adolfs landskommun var en tidigare kommun  i Värmlands län. 

## Administrativ historik
Kommunen inrättades i Gustav Adolfs socken i Älvdals härad i Värmland när 1862 års kommunalförordningar trädde i kraft 1863. 
Den 1 januari 1947 (enligt beslut den 9 november 1945) överfördes från Gustav Adolfs landskommun och församling delar av fastigheterna Sundsjön 1:1 och 2:1 med 18 invånare och omfattande en areal av 11,51 kvadratkilometer, varav 11,26 land, till Nordmarks landskommun och församling.
Kommunen påverkades inte av den riksomfattande kommunreformen 1952 utan kvarstod som egen kommun fram till 1974, då området gick upp i Hagfors kommun.

### Kyrklig tillhörighet
I kyrkligt hänseende tillhörde kommunen Gustav Adolfs församling.

## Geografi
Gustav Adolfs landskommun omfattade den 1 januari 1952 en areal av 472,67 km², varav 421,84 km² land.

### Tätorter i kommunen 1960
I Gustav Adolfs landskommun fanns den 1 november 1960 ingen tätort. Tätortsgraden i kommunen var då alltså 0,0 procent.

## Politik

### Mandatfördelning i valen 1950-1970
| 10 | 8 | 2 |

| 20 |

| 17 | 3 |

| 20 |

| 5 | 14 | 1 |

| 20 |

| 3 | 12 | 5 |

| 20 |

| 16 | 4 |

| 19 |

| 1 | 10 | 9 |

| 20 |

| 14 | 6 |

| 20 |

| 10 | 10 |

| 17 | 3 |

| 12 | 8 |

| 17 | 3 |